# Tsimbazaspis euphorbiae
Tsimbazaspis euphorbiae är en insektsart som beskrevs av Mamet 1962. Tsimbazaspis euphorbiae ingår i släktet Tsimbazaspis och familjen pansarsköldlöss.
Artens utbredningsområde är Madagaskar. Inga underarter finns listade i Catalogue of Life.